# Diocesi di Cantano
La diocesi di Cantano (in latino Dioecesis Cantanensis) è una sede soppressa e sede titolare della Chiesa cattolica.

## Storia
Cantano, identificabile con le rovine nei pressi di Haghia-Irini, è un'antica sede vescovile di Creta, suffraganea dell'arcidiocesi di Gortina. La diocesi è documentata in alcune Notitiae Episcopatuum del patriarcato di Costantinopoli del IX e del XII secolo.
Sono noti quattro vescovi greci di Cantano. Il primo è Paolo, che prese parte al concilio di Calcedonia del 451. Nel 458 il vescovo Niceta sottoscrisse la lettera dei vescovi di Creta all'imperatore Leone in seguito all'uccisione del patriarca alessandrino Proterio. Gregorio partecipò al concilio di Costantinopoli del 680. Fotino fu uno dei padri del concilio di Nicea del 787.
Creta fu conquistata dagli Arabi che la governarono dall'820 al 961; in questo periodo le strutture cristiane furono abolite. Quando i Bizantini ripresero l'isola, furono restaurate le diocesi, ad eccezione di quella di Cantano, che fu definitivamente soppressa.
In seguito alla conquista veneziana dell'isola (1212), le diocesi greche esistenti furono amministrate dai vescovi di rito latino: tra le suffraganee dell'arcidiocesi latina di Candia non figura nessuna diocesi di Cantano.
Tuttavia, viene tradizionalmente attribuito a questa sede un episcopus Canticensis menzionato nel XIV secolo: nel 1346 papa Clemente VI presenta all'arcivescovo di Candia il francescano Francesco Rothwitz, vescovo canticense e suo suffraganeo, il quale è però documentato come vescovo ausiliare di Breslavia dal 1349 al 1365. Un anonimo vescovo canticense è menzionato ancora in una bolla di papa Gregorio XI indirizzata nel 1375 all'arcivescovo cretese e agli altri vescovi dell'isola. «Non v'ha dubbio dunque che un vescovado Canticense ebbe ad esistere, e che esso appartenne ai vescovadi suffraganei, cioè dipendenti, dell'arcivescovado Cretese, anche se i suoi vescovi poterono prestarsi come suffraganei (in questo caso cioè ausiliari) ai vescovi di Breslavia.»
Dal 1933 Cantano è annoverata tra le sedi vescovili titolari della Chiesa cattolica; dal 24 agosto 1992 il vescovo titolare è Hans-Georg Koitz, già vescovo ausiliare di Hildesheim.

## Cronotassi

### Vescovi greci
- Paolo † (menzionato nel 451)
- Niceta † (menzionato nel 458)
- Gregorio † (menzionato nel 680)
- Fotino † (menzionato nel 787)

### Vescovi latini
- Francesco Rothwitz, O.F.M. † (21 agosto 1346 - dopo il 1365)
- Anonimo † (menzionato nel 1375)

### Vescovi titolari
- Luigj Bumci † (1º settembre 1943 - 1º marzo 1945 deceduto)
- Edward Aloysius Fitzgerald † (3 agosto 1946 - 20 ottobre 1949 nominato vescovo di Winona)
- Ioan Chertes † (21 novembre 1949 - 31 gennaio 1992 deceduto)
- Franz Hengsbach † (20 agosto 1953 - 18 novembre 1957 nominato vescovo di Essen)
- David John Cashman † (25 marzo 1958 - 14 giugno 1965 nominato vescovo di Arundel e Brighton)
- Ioan Cherteș † (14 marzo 1990 - 31 gennaio 1992 deceduto)
- Hans-Georg Koitz, dal 24 agosto 1992